# جورج إيفانز (سياسي)
جورج إيفانز (بالإنجليزية: George Evans)‏ هو محامي وسياسي أمريكي، ولد في 12 يناير 1797 في هلوويل في الولايات المتحدة، وتوفي في 6 أبريل 1867 في بورتلاند في الولايات المتحدة. حزبياً، نشط في الحزب الوطني الجمهوري ‏ وحزب اليمين. وقد انتخب عضو مجلس نواب مين وانتخب عضو مجلس النواب الأمريكي وانتخب عضو مجلس الشيوخ الأمريكي.

## روابط خارجية
- جورج إيفانز على موقع إن إن دي بي (الإنجليزية)